# كيفن شايد
كيفن شايد (بالألمانية: Kevin Schade)‏ هو لاعب كرة قدم ألماني في مركز الهجوم، ولد في 27 نوفمبر 2001 في بوتسدام في ألمانيا.

## وصلات خارجية
- كيفن شايد على موقع الاتحاد الأوربي (الإنجليزية)
- كيفن شايد على موقع قاعدة بيانات كرة القدم.إي يو (الإنجليزية)
- كيفن شايد على موقع بيانات كرة القدم. دي إي (الألمانية)
- كيفن شايد على موقع ليكيب (الفرنسية)
- كيفن شايد على موقع Soccerbase.com (لاعب) (الإنجليزية)
- كيفن شايد على موقع Soccerway.com (الإنجليزية)
- كيفن شايد على موقع عالم كرة القدم.نت (الإنجليزية)